# Cinque mondi

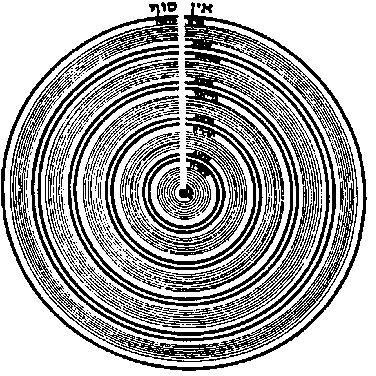
Rappresentazione metaforica dei Cinque Mondi, con le 10 Sephirot irradiate in ciascun Iggulim (cerchio concentrico)

I Cinque mondi (anche citati come i Quattro mondi in ebraico עולמות‎? Olamot/Olamos, sing. Olam עולם, ma si conta spesso una fase precedente, Adam Qadmon che viene aggiunta alle quattro categorie) sono le categorie complete dei regni spirituali della Cabala ebraica, nella catena discendente dell'Esistenza: il Seder hishtalshelus (in ebraico סדר השתלשלות‎?) che implica "l'ordine di sviluppo" o "ordine evolutivo" della Creazione Universale, quindi nel significato letterale, "il processo di concatenamento".
Il concetto di "Mondi" indica l'emanazione della forza vitale creativa dall'infinito Ein Sof Divino, tramite innumerevoli tzimtzumim progressivi (occultamenti/velature/condensazioni). In quanto tale, Dio è descritto come il "Più Nascosto di Tutto il Nascosto ", e Olam è etimologicamente collegato e talvolta scritto עלם (sostantivo: העלם Helem che significa "occultamento"). Mentre questi oscuramenti formano innumerevoli livelli spirituali differenziati, ognuno un regno microcosmico, ciononostante, attraverso la mediazione delle Sephirot (attributi divini), cinque mondi completi emergono. I Reami "Superiori" metaforicamente denotano una maggiore rivelazione della Luce Ohr Divina, in una più aperta prossimità alla loro fonte; i Reami "Inferiori" sono in grado di ricevere solo un minore flusso creativo. I Mondi sono gli indumenti di Ein Sof ed il pensiero chassidico interpreta la loro realtà come solo apparente nella Creazione, mentre "dall'alto" l'Infinito Divino riempie tutto in maniera uguale.
Siccome particolari Sephirot dominano ciascun reame, il quinto mondo primordiale, Adam Qadmon, è spesso escluso a causa della sua trascendenza e ci si riferisce quindi solo ai Quattro Mondi successivi. I loro nomi vengono dettati dal Libro di Isaia 43:7:
(Isaia 43:7)
Sotto Assiah, il più basso dei mondi spirituali, c'è Assiah-Gashmi ("Assiah Fisico"), il nostro universo fisico, che riveste le ultime due emanazioni delle Sefiroth (Yesod e Malchut). Collettivamente, i Quattro Mondi vengono anche denominati con ABiYA, le rispettive lettere iniziali.

## Enumerazione
I Mondi sono formati da Ohr ("Luce") Mimalei Kol Olmin ("che riempie tutti i mondi"): la Luce Divina che, immanentemente, "Riempie Tutti i Mondi", secondo la loro propria e particolare capacità spirituale di ricevere. I dieci attributi delle sephirot e le dodici configurazioni partzufim basilari brillano in ciascun mondo, insieme a manifestazioni divine più specifiche. Nella Cabala luriana, le configurazioni partzufim interagiscono dinamicamente l'un l'altra e si rivestono di livelli sublimi nelle esistenze inferiori per assumere la propria anima nascosta. Ciononostante in ciascun Mondo dominano particolari sephirot e partzufim. In ordine discendente i Cinque Mondi sono:
1. Adam Qadmon (אָדָם קַדְמוֹן), col significato di Uomo Primordiale. Questa metafora antropomorfica denota la configurazione eretta ("Yosher") delle sephirot. Kadmon significa "primario di tutti i primari", la prima emanazione incontaminata, ancora unita con Ein Sof. Chiamata anche il reame di Keter Elyon (Corona Superna della Volontà), "la luce lucida e luminosa" (Tzachtzachot), "le pure e lucide sephirot che sono celate e nascoste" in potenziale. Come Keter si eleva al di sopra delle sephirot, così Adam Kadmon è supremo al di sopra dei Mondi e generalmente ci si riferisce solo ai Quattro Mondi.
2. Atziluth (אֲצִילוּת), col significato di Mondo dell‘Emanazione. A questo livello la luce dell'Ein Sof (Divino Infinito "senza fine") irradia ed è ancora unita con la sua fonte. Pertanto questa rivelazione celeste preclude le anime e le emanazioni divine di Atzilus dal rilevare la propria esistenza. In Atzilus le 10 sephirot emergono in rivelazione, con Chochma (Sapienza) che domina - tutto è annullamento di essenza (Bittul HaEtzem) nella Divinità, non considerato creato e separato. L'ultima sefirah Malchut (Regno) è la "Parola Divina" della Genesi 1[6], tramite la quale vengono sostenuti i Mondi inferiori.
3. Beri'ah (בְּרִיאָה o anche[7] בְּרִיָּה), col significato di Mondo della Creazione. A questo livello si trova il primo concetto di creatio ex nihilo (creazione dal nulla, "Yesh miAyin"), ma ancora senza figura o forma. Le creazioni di Beriah percepiscono la propria esistenza, sebbene nella nullificazione dell'essere (Bittul HaMetzius) con la Divinità. Beriah è il reame del "Trono Divino", che denota la configurazione delle sephirot di Atzilus discendenti su Beriah come un Re sul Trono. La sefirah Binah (Comprensione) predomina: l'intelletto divino. Chiamato anche il "Giardino dell'Eden Superiore". Gli angeli di rango superiore si trovano su Beriah.
4. Yetzirah (יְצִירָה), col significato di Mondo della Formazione. A questo livello l'essere creato assume figura e forma. Le sephirot emotive da Chesed a Yesod predominano, luogo degli angeli di Yetzirah da cui adorano tramite l'emozione divina e la ricerca, siccome percepiscono la propria distanza dalla comprensione di Beriah. Questa salita e discesa incanala la Vitalità Divina verso il basso nei mondi, favorendo il proposito Divino. Su Yetzirah quindi ci sono gli angeli principali, come i Seraphim che manifestano la loro consumazione ardente di emozione divina. Chiamato anche "Giardino dell'Eden Inferiore".
5. Assiah (עֲשִׂיָּה), col significato di Mondo dell‘Azione. A questo livello la creazione è completa, differenziata e particolare, a causa dell'occultamento e della diminuzione della Vitalità Divina. Tuttavia è ancora ad un livello spirituale. Gli angeli di Assiah funzionano a livello attivo poiché la sefirah Malchut (realizzazione del potere sovrano) predomina. Sotto all'Assiah spirituale c'è Assiah Gashmi ("Assiah Fisica"), il reame finale più basso di esistenza, il nostro Universo materiale con tutte le sue creazioni. Le ultime due sephirot di Assiah incanalano la forza vitale nella Assiah Fisica.

## Significati

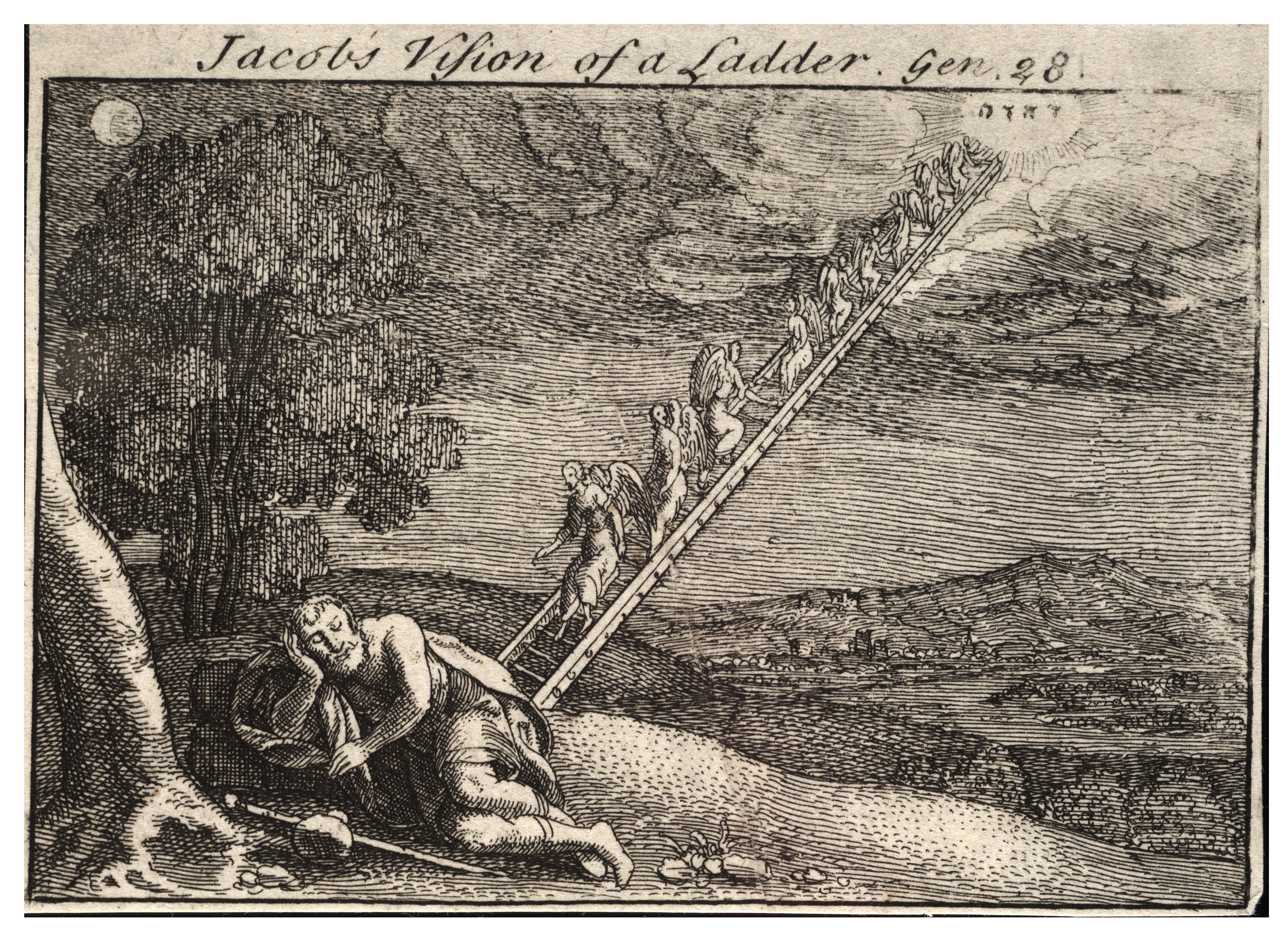
La visione di Giacobbe in Genesi 28:12: una scala da terra si protende sino in cielo, con angeli che salgono e scendono. Secondo l'interpretazione cabalistica le quattro principali divisioni della Sulam-scala sono i Quattro Mondi e la gerarchia angelica rappresenta le dimensioni esteriori dei vasi di luce, mentre le anime rappresentano le dimensioni interiori.

Questi quattro mondi sono reami spirituali, celesti, in una catena discendente, sebbene il Mondo più basso di Assiah possieda sia un aspetto spirituale che fisico. Il livello fisico Assiah è il nostro reame fisico finito, che include l'Universo cosmologico studiato dalla scienza. Di conseguenza, poiché la Cabala è uno studio metafisico, il suo riferimento a Ohr ("luce") è una metafora per l'Emanazione Divina e i termini "superiore" ed "inferiore" sono metafore per "più vicino" e "più lontano" dalla Coscienza Divina e dalla rivelazione.
La sistematizzazione della Cabala fatta da Moses Cordovero, nel XVI secolo, ha portato le interpretazioni precedenti alla loro prima sintesi razionale completa. Le dottrine successive della Cabala di Isaac Luria descrivono uno Tzimtzum iniziale (un ritiro della coscienza divina universale che ha preceduto la creazione) che ha "lasciato spazio" agli esseri creati a livelli più bassi di coscienza. Livelli di coscienza inferiori richiedono l'auto-percezione di un'esistenza indipendente da parte degli esseri creati ad ogni livello per evitare la loro perdita di identità davanti alla Magnificenza di Dio. Questa illusione aumenta con più forza ad ogni reame successivo discendente. Il numero di gradazioni tra l'Infinito e il finito sembra altrettanto infinito e nasce da innumerevoli occultamenti della Luce Divina in forte progressione. Tuttavia i Quattro Mondi rappresentano categorie fondamentali della Coscienza Divina che delinea le loro quattro descrizioni rispettive. Di conseguenza ogni mondo rappresenta, anche psicologicamente, un gradino spirituale di ascesa nella coscienza umana che si avvicina al Divino.
La Kabbalah distingue tra due tipi di luce divina che emanano attraverso le 10 Sephirot dall'Infinito (Ein Sof), per creare o incidere sulla realtà. Il flusso continuo di una luce immanente inferiore ("Mimalei Kol Olmin"), la luce che "riempie tutti i mondi" è la forza creatrice di ogni mondo decrescente, che si mette continuamente in essere dal nulla come tutto in quel livello di esistenza. Tale luce subisce gli occultamenti e le contrazioni mentre discende a creare il livello successivo e si adatta alla capacità di ciascun essere creato ad ogni livello. Una luce trascendente superiore ("Kol Sovev Olmin"), la luce che "circonda tutti i mondi", è la manifestazione ad un livello particolare di una luce superiore al di sopra della capacità di contenimento di quel reame. Questo è infine radicato nella luce infinita ("Ein Sof Ohr") che ha preceduto la Creazione, il Tzimtzum e le Sephirot, piuttosto che la fonte della luce immanente del "Kav" (prima emanazione di creazione dopo il Tzimtzum), secondo gli insegnamenti di Isaac Luria. Di conseguenza tutti i mondi dipendono, per la loro esistenza continua, dal flusso della Divinità che ricevono costantemente dalla Volontà Divina creatrice. La creazione è continua. La facoltà della Volontà Divina è rappresentata - nelle Sephirot (10 emanazioni divine) - dalla prima supracosciente Sefirah di "Keter"-Corona, che trascende le 9 Sephirot inferiori dell'intelletto cosciente e delle emozioni. Una volta che la Divina Volontà si manifesta, allora attualizza la Creazione tramite l'Intelletto Divino e "successivamente" l'Emozione Divina, fino a quando non si traduce in azione. Il riferimento a causa ed effetto temporali è di per sé una metafora. La psicologia dell'uomo riflette anche la "Psicologia Divina" delle Sephirot poiché "l'uomo è creato a immagine di Dio" (Genesi 1:27). Nell'uomo l'attivazione della volontà attraverso intelletto ed emozione fino all'atto richiede tempo e successiva causa ed effetto. Ciò non si applica alle Sephirot Divine e alla loro attivazione della Creazione, in quanto le limitazioni vengono applicate solo alla Creazione.
Il Libro di Giobbe afferma "dalla mia carne vedo Dio". La Cabala e il Chassidismo interpretano questa frase quale riferimento alla corrispondenza tra la "psicologia divina" dei Quattro Mondi e delle Sephirot, e la psicologia umana e le Sephirot nell'anima dell'uomo. Nel comprendere la descrizione cabalistica dell'anima umana possiamo cogliere il significato del disegno divino. In definitiva ciò è visto come la ragione per cui Dio ha scelto di emanare la Sua Divinità attraverso le 10 Sephirot e ha scelto di creare la corrispondente catena dei Quattro Mondi (chiamata "Seder hishtalshelus" - "ordine di sviluppo"). Dio avrebbe potuto scegliere di colmare il divario infinito tra l'Ein Sof e il nostro mondo creando, per esempio (e per dirla in termini umani), una curvatura quantica adronizzata con espansione asintotica decoerente per decreto divino. Invece le Sephirot e i Quattro Mondi consentono all'uomo di comprendere la Divinità attraverso la Manifestazione Divina, comprendendo se stesso. Il versetto nella Genesi di questa corrispondenza descrive anche la metà femminile della Creazione 1:27: "Dio creò l'uomo a sua immagine; a immagine di Dio lo creò; maschio e femmina li creò". Di conseguenza alcune delle Sephirot sono femminili e la Shekhinah (presenza divina immanente) è vista come femminile. È il rapporto intimo tra lo schema divino dei Quattro Mondi e l'uomo, che consente l'ascesa dell'uomo verso la Coscienza Divina in maniera più facile.

## Corrispondenze
| Mondo:                          | Descrizioni: | Sefirah dominante:                                                                                      | Lettera del Tetragrammaton:                                                             | Livello di anima:                                                                                             | Livello di Pardes:                                                                                                  | Altre associazioni: |
| ------------------------------- | --- | --- | --------------------------------------------------------------------------------------- | --- | --- | --- |
| Adam Qadmon "Uomo Primordiale"  | Forma primaria di Kav Coscienza superiore Sephirot nascosto Potenziale latente Tetragrammaton Unito con Ein Sof Intento Divino Luce Pura, nessun vaso                                           | Corona Keter In relazione ai 4 Mondi Inerente Volontà a Creare Rivelata nella Volontà Keter di Atziluth | Apice su י Yud Rappresentazione superiore Allusa dalla spina                            | Yechidah-Singolare Essenza dell'anima Unità con Dio                                                           | Sod Sh'b'Sod Segreto nel Segreto Riflette l'Essenza Atzmus Spirito interiore della Torah Fonte Yechidah della Torah | Oltre tutti i nomi Inclusi tutti i nomi Oltre la polarità bene-male                                                                        |
| Atziluth "Emanazione/Vicinanza" | Da Tohu a Tiqqun Sephirot rivelate Prima percezione Illuminazione Illimitata Intuizione Divina No consapevolezza di sé Nullificazione dell'Essenza il Tutto Divino                              | Chochmah-Sapienza Fonte dell'intelletto Partzuf di Abba-Padre                                           | י Yud Punto Adimensionale Prima Illuminazione-Maschile Dot nel Palazzo                  | Chayah-Vivere Anima Contenente Consapevolezza Spirituale                                                      | Sod-Segreto Cabala Anima della Torah Chayah-sapienza della Torah                                                    | Mondo Nascosto con Beriah Divine name ע״ב Bene Divino Ayin-Nulla Scrollo della Torah Ta'amim-Note                                          |
| Beri'ah "Creazione"             | Esistenza informe Prima auto-consapevolezza Parsah-Velo da Atziluth a Beriah intelletto Divino Nullificazione dell'Essenza Creazione appena percepita Trono Divino Giardino dell'Eden Superiore | Binah- Comprensione Controllo dell'Intelletto Partzuf di Imma-Madre                                     | ה Hei Superiore Espansione dimensionale Vaso dell'intelletto-Femminile Palazzo          | Neshamah-Respiro Intelletto Divino nell'anima Potenziale interiorizzato superiore Il Respiro è interiorizzato | Drush-Omiletico Midrash Neshamah-Comprensione della Torah Aggadah allude alla Cabala                                | Nome Divino ס״ג Principalmente buono Fonte con poco potenziale di male Vestimento del pensiero Scrollo della Torah - Vocali Nekudot Vocali |
| Yetzirah "Formazione"           | Esistenza generale Emozioni Divine Sforzo d'ascesa Consapevolezza della distanza Auto-nullificazione attiva Forme archetipe Giardino dell'Eden Inferiore                                        | Midot-6 Emozioni Chesed to Yesod Tondo centrato Tiferet Partzuf di Zeir Anpin-Figlio                    | ו Vav Illuminazione discendente Rivelazione emotiva-Maschile Rivela Conoscenza Da'at    | Ruach-Spirito Emozioni Divine nell'anima Spirito Potenziale interiorizzato Movimento emotivo                  | Remez-Allusione Ruach-Emozioni della Torah Anima del significato semplice Certi commentari della Torah              | Mondo Rivelato con Asiyah Nome Divino מ״ה Ugual potenziale buono-cattivo Vestimento discorsivo Scrollo della Torah Tagin-Corona            |
| Assiah "Azione"                 | Esistenza particolare Azione Divina Occultamento di Dio 1 Asiyah Ruchni-Spirituale Sotto: 2 Asiyah Gashmi-Fisico Scopo della Creazione                                                          | Malchut-Potere Sovrano Adempimento d'azione Partzuf di Nukvah-Figlia Shekhinah-Presenza Divina          | ה Hei Inferiore Espansione Dimensionale Vaso delle emozioni-Femminile Alimenta l'azione | Nefesh-Forza vitale Vitalità delle azioni Investito nel corpo                                                 | Peshat-Semplice Nefesh-Fisicità della Torah Halakhah e Narrazioni della Torah                                       | Nome Divino ב״ן Per lo più cattivo-poco buono Vestimento d'azione Scrollo della Torah-Lettere Otiyot                                       |

## Galleria d'immagini

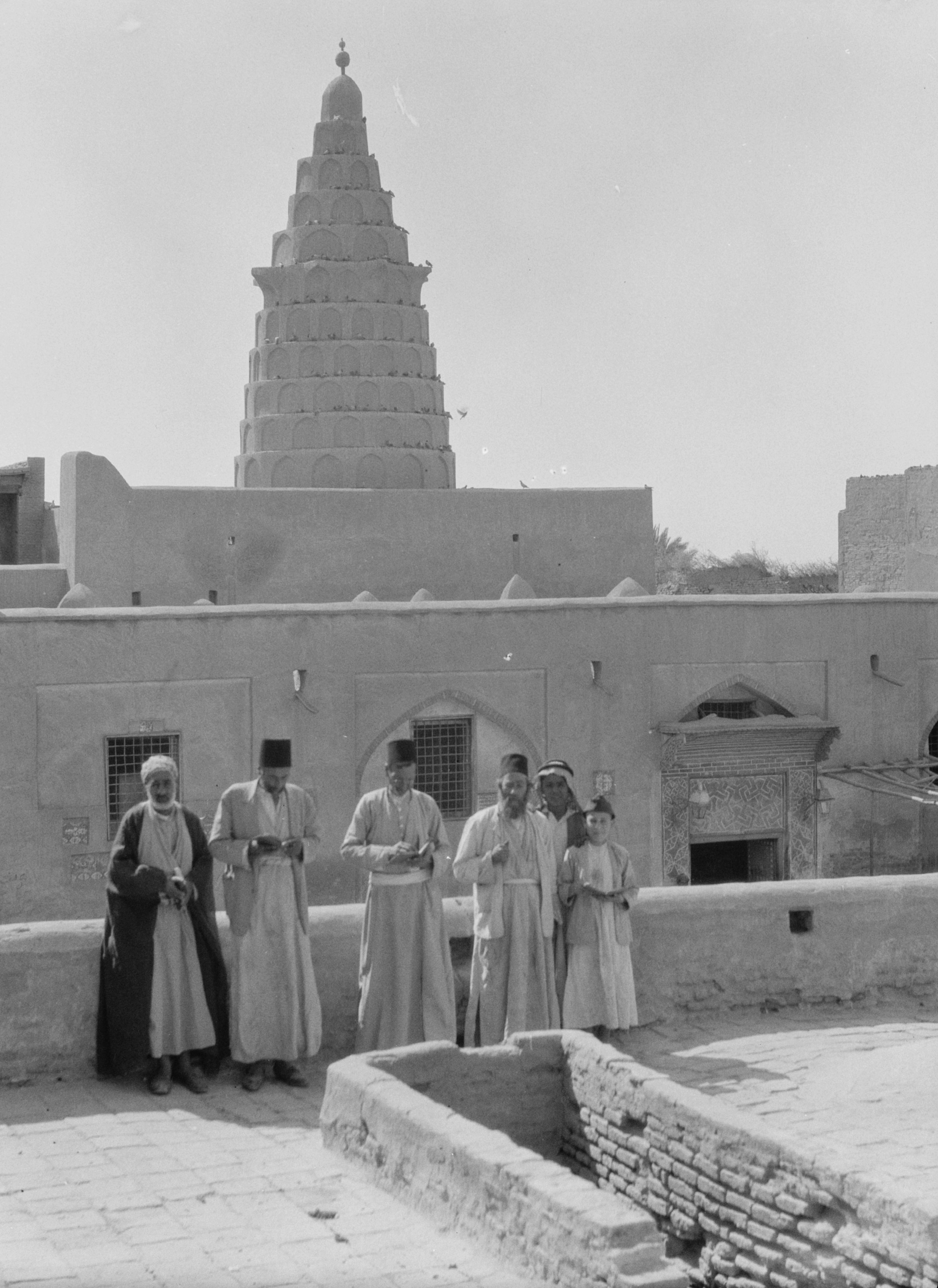
Tomba di Ezechiele in Iraq. La visione di Ezechiele del Merkavah divino,[13] e la visione di Isaia del Kisei HaKavod (Trono di Gloria),[14] sono citate nella Cabala per aver manifestato i Quattro Mondi.
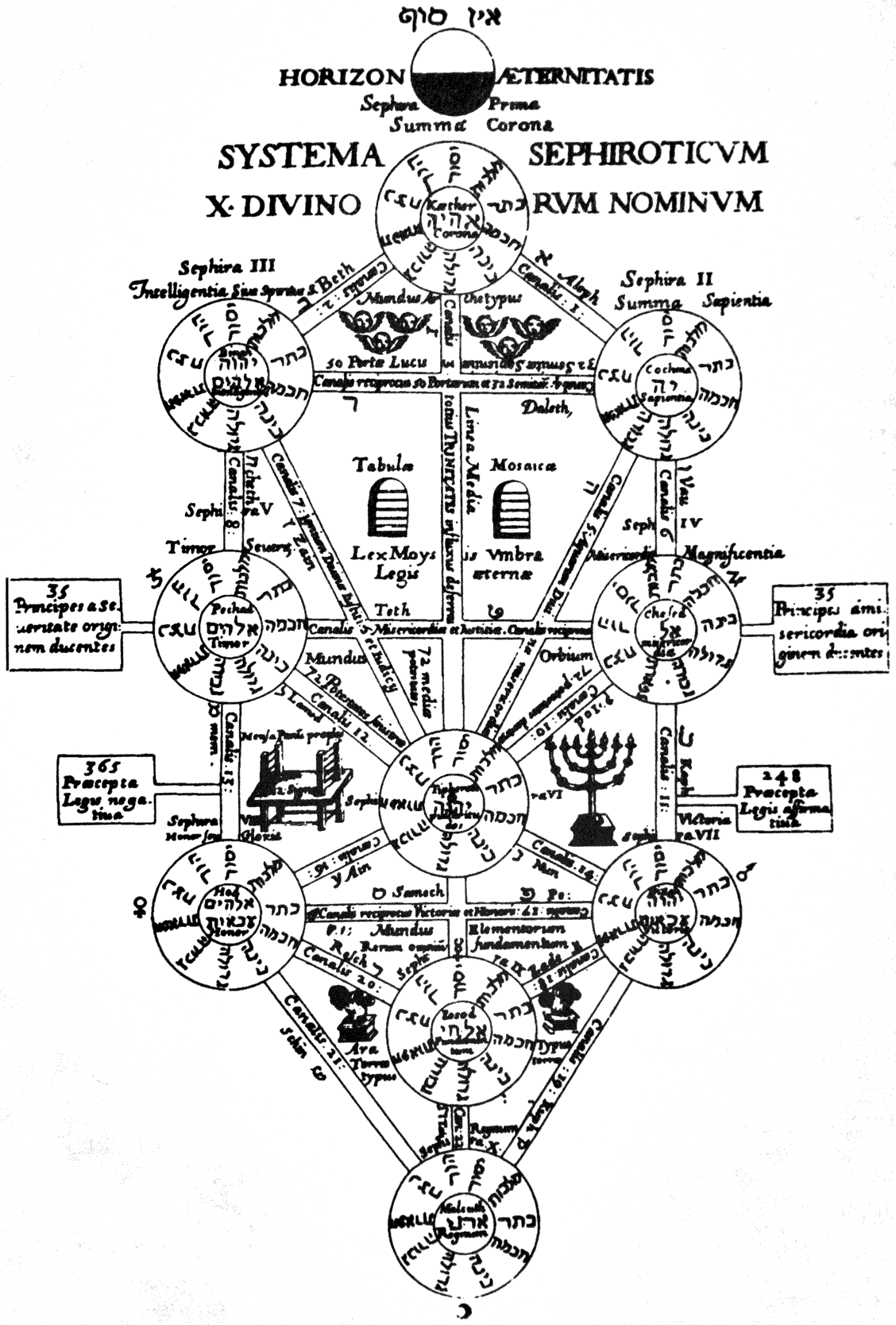
L'Albero della Vita in un'acquaforte di Athanasius Kircher, pubblicata nel suo Œdipus Ægypticus del 1652 e diventato la variante più comune dell'Albero usata nella Qabalah Ermetica.
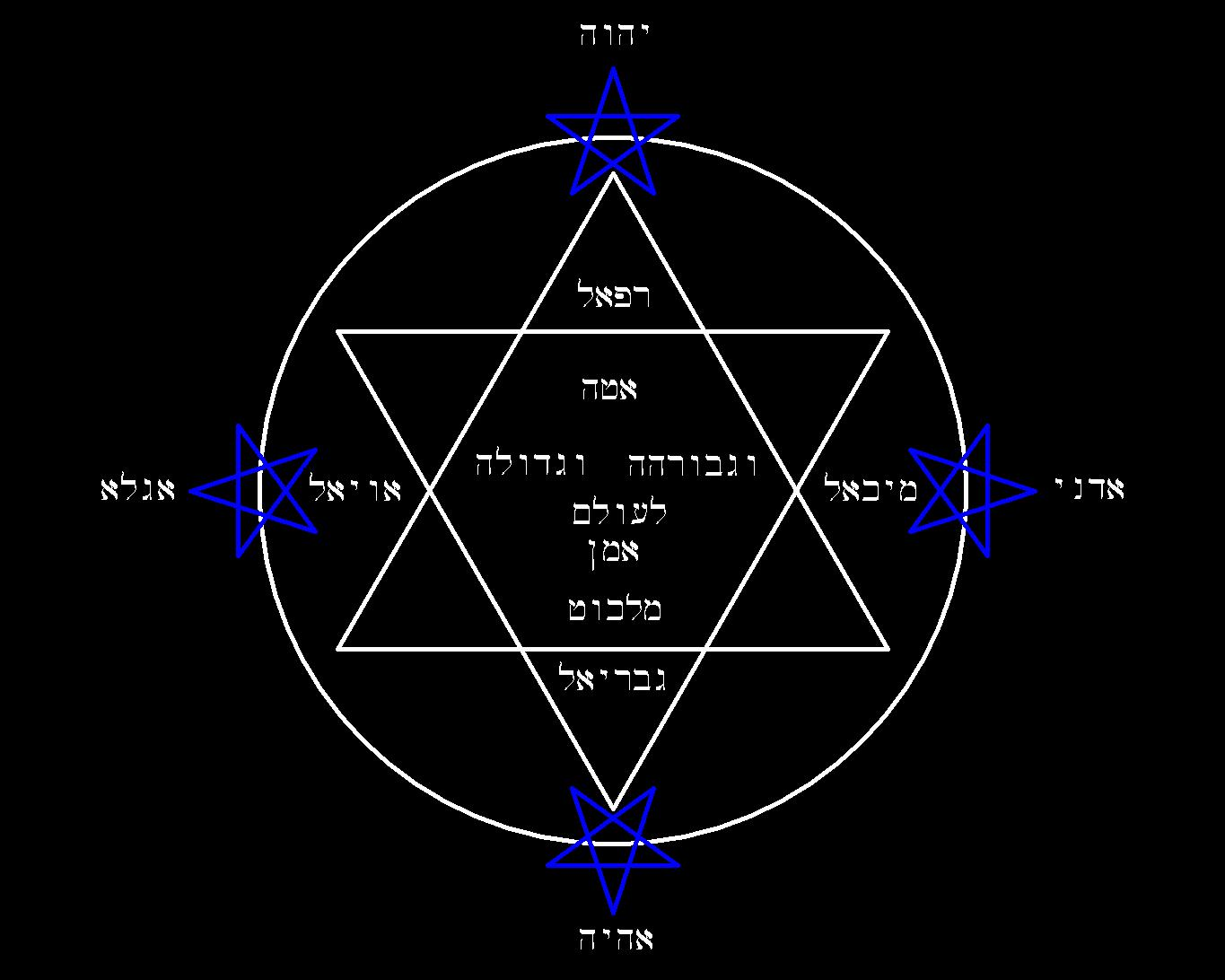
Rappresentazione grafica del Rituale del Pentagramma col testo della Croce Cabalistica, i nomi di Dio ed i nomi dei quattro angeli in ebraico.
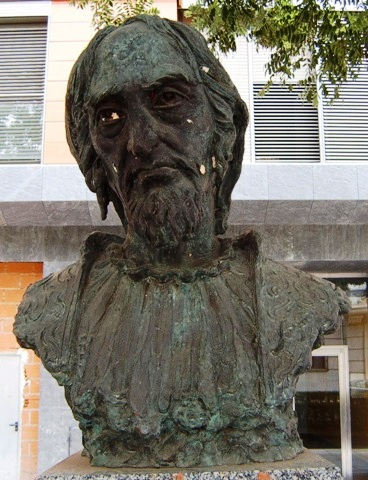
Busto di Moses de Leon, probabile autore della Zohar, di Luis A. Sanguino.
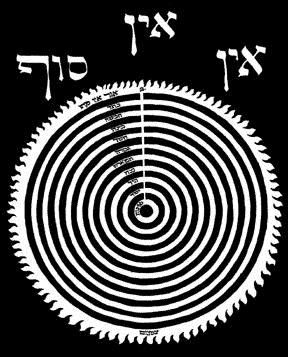
Emanazioni delle Sefiroth secondo la Cabala lurianica.
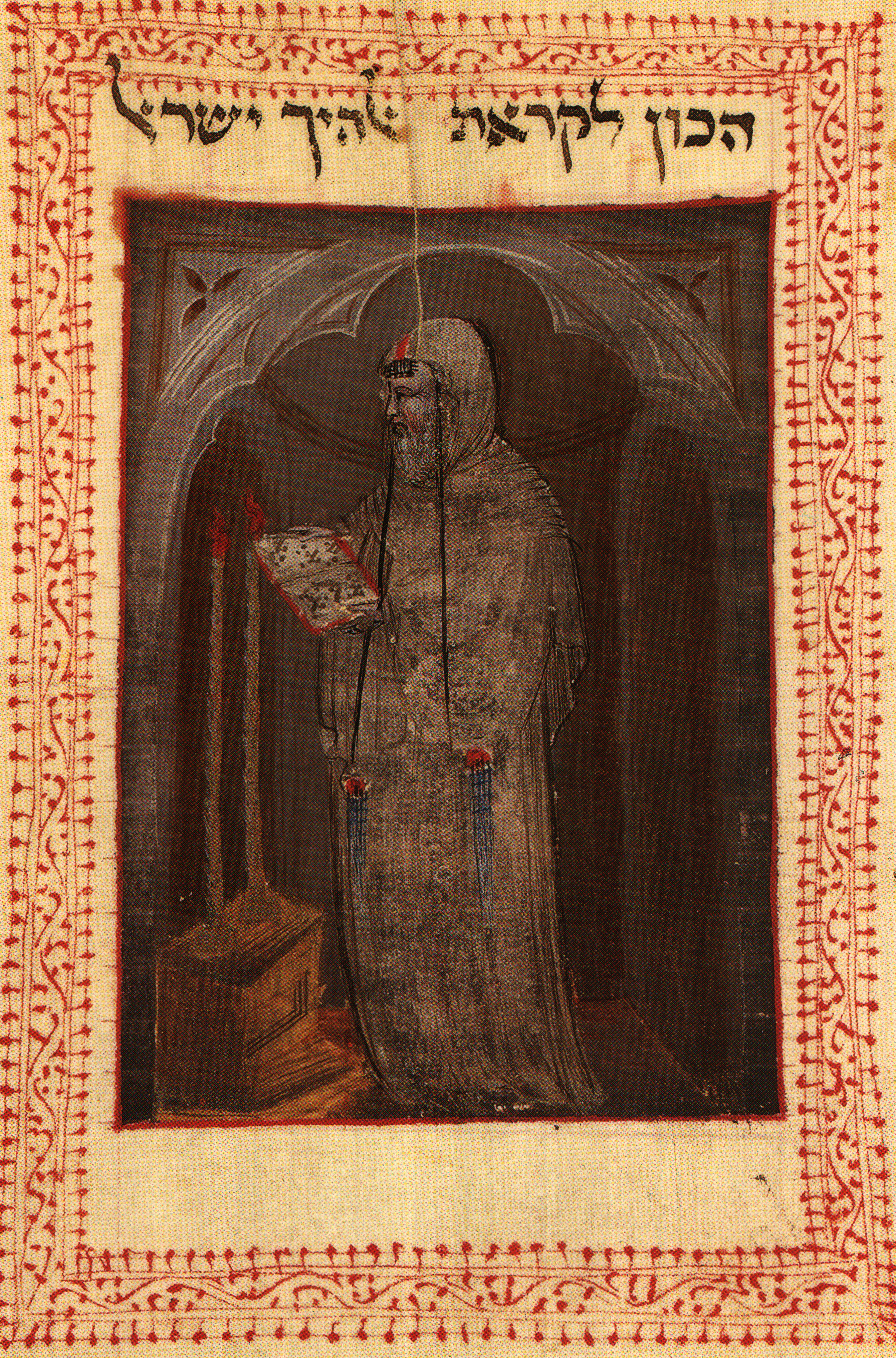
Luce dell'Intelletto di Abraham Abulafia, 1285.
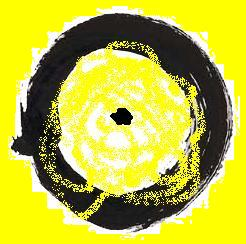
Ein Sof e Tzimtzum (ebraico: צמצום ṣimṣūm "contrazione" o "costrizione"). Dio ha contratto la Sua Luce Infinita per permettere uno spazio concettuale, ove potesse esistere un mondo indipendente.
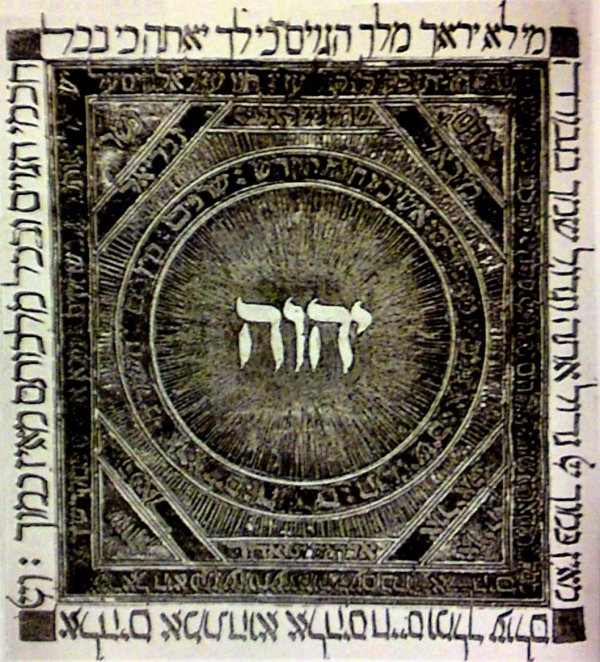
Il Tetragrammaton, da Bibbia Sefardita.
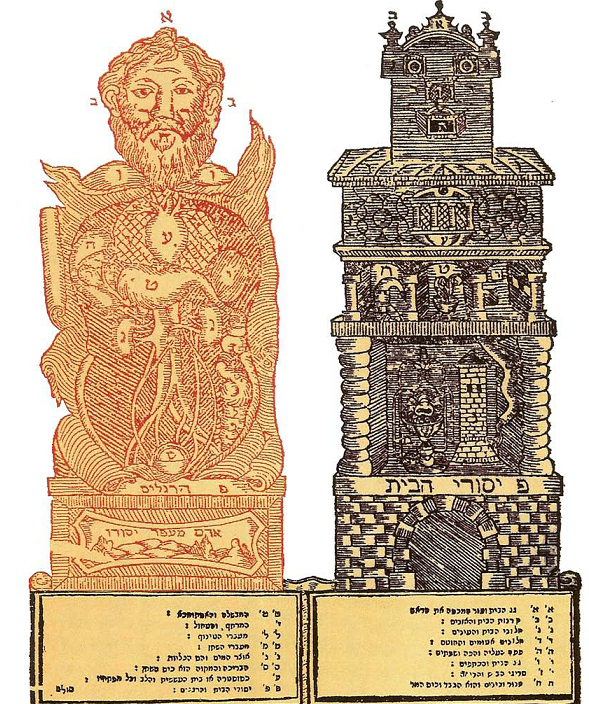
La Casa dell'Uomo: la dinamica delle Sefiroth può essere applicata a qualsiasi organismo, sistema, o transazione. In questa stampa del XVII secolo, i disegni di una casa e dell'anatomia umana sono interpretati secondo i principi dell'Albero della Vita.

## Voci correlate

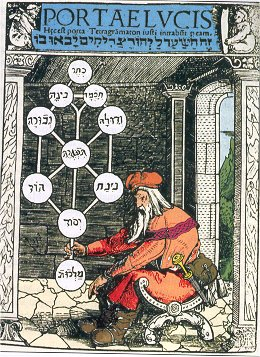
Immagine medievale di Rabbi Isacco il Cieco con l'Albero della Vita.